# Лорика хамата

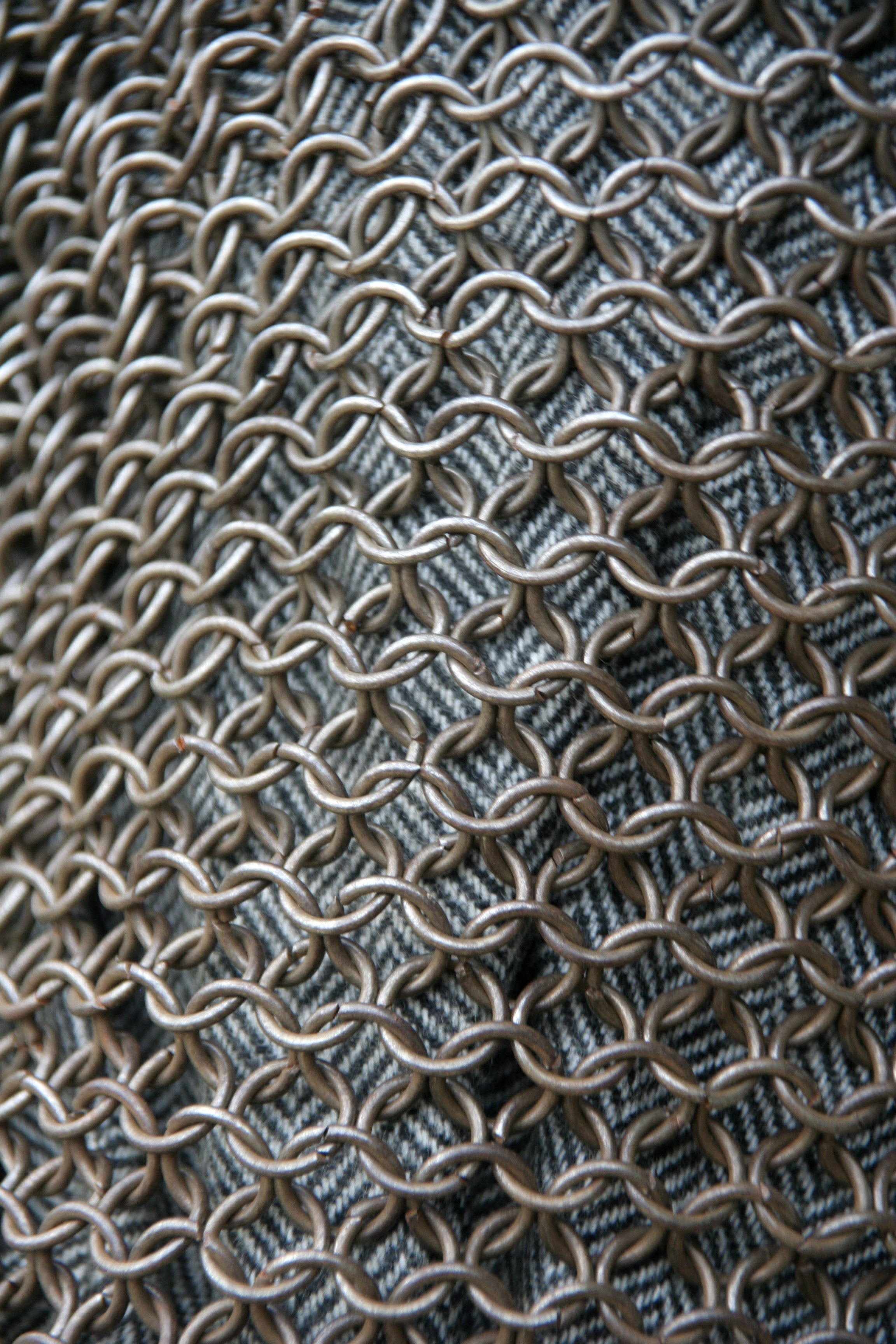
Фрагмент современной реконструкции кольчуги II века (декоративной и не аутентичной — со сведёнными кольцами)
Сведённые кольца обладают всеми защитными свойствами обычных колец, но имеют меньшую прочность и гораздо легче выбиваются ударами. Большая часть кольчуг была из клёпаных колец, но есть информация и о некотором количестве сведённых.

Лорика хамата (лат. lorica hamata, «лорика с крючками», от лат. hamus — «крючок») — тип древнеримского кольчужного доспеха. Служил стандартным доспехом вспомогательных войск (ауксилий) в последние века существования Римской республики и в некоторые периоды истории Римской империи, а ближе к её концу стал основным доспехом легионеров. Существовало несколько версий доспеха, предназначенных для различных родов войск — стрелков, копейщиков, кавалеристов.
Лорика хамата изготавливалась из бронзы или железа. Ряды плоских замкнутых колец перемежались рядами горизонтально расположенных заклёпанных колец, что позволяло создать гибкий, прочный и надёжный доспех (клёпано-сеченая или полностью клёпаная хамата — её гибкость, прочность и надёжность — одинаковая). Каждое кольцо имело внутренний диаметр около 5 мм и внешний диаметр около 7 мм. Один доспех мог насчитывать несколько тысяч колец. Считается, что римляне переняли технологию изготовления кольчужного доспеха у кельтских племён.
Плечи защищались кольчужными лопастями — наплечниками, аналогичными по конструкции греческим линотораксам, которые закреплялись спереди и сзади при помощи бронзовых или железных крючков, установленных на расположенных по краям наплечников заклёпках. Такой кольчужный доспех длиной до середины бёдер был достаточно тяжёл - его вес доходил до 11-12 кг. Главным преимуществом лорики хаматы перед более поздним пластинчатым доспехом (лорикой сегментатой) была большая комфортность, к тому же её было легко надеть и снять, однако она значительно хуже защищала воина, чем лорика сегментата: кольчужный доспех — наиболее эффективная защита от рубящих и режущих ударов, но довольно плохая от колющих, и совершенно не защищает от дробящих.
В эпоху расцвета Империи (как показывают рельефы колонны Траяна), укороченная лорика хамата (длиной до пояса, без отдельных наплечников) из-за своей гибкости и простоты надевания стала основным доспехом римской кавалерии и пехотных вспомогательных частей (ауксилий) римской армии.
Хотя подобный доспех был сложен в изготовлении, при хорошем обращении он мог служить десятилетиями.
В начале I века н. э. лорика хамата стала вытесняться в легионах лорикой сегментатой, которая обеспечивала существенно лучшую защиту и при этом была намного технологичнее в изготовлении. Однако ауксилии, а также некоторые легионы в Азии и Африке сохранили лорику хамату в качестве основного доспеха. В последнее столетие Империи производство пластинчатых панцирей было прекращено из-за упадка ремесла, и лорика хамата вновь стала стандартным доспехом римских легионеров.

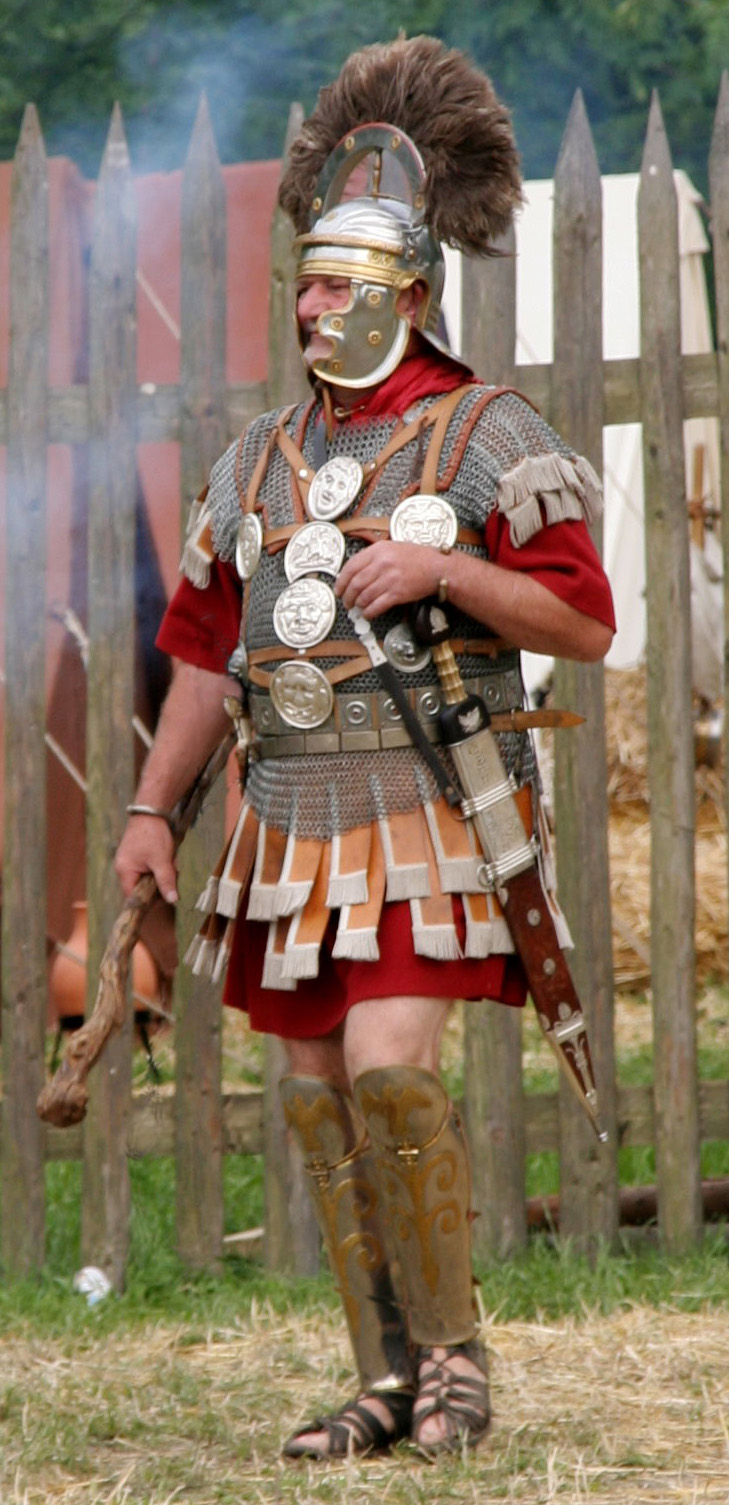
Римский центурион времён Помпея
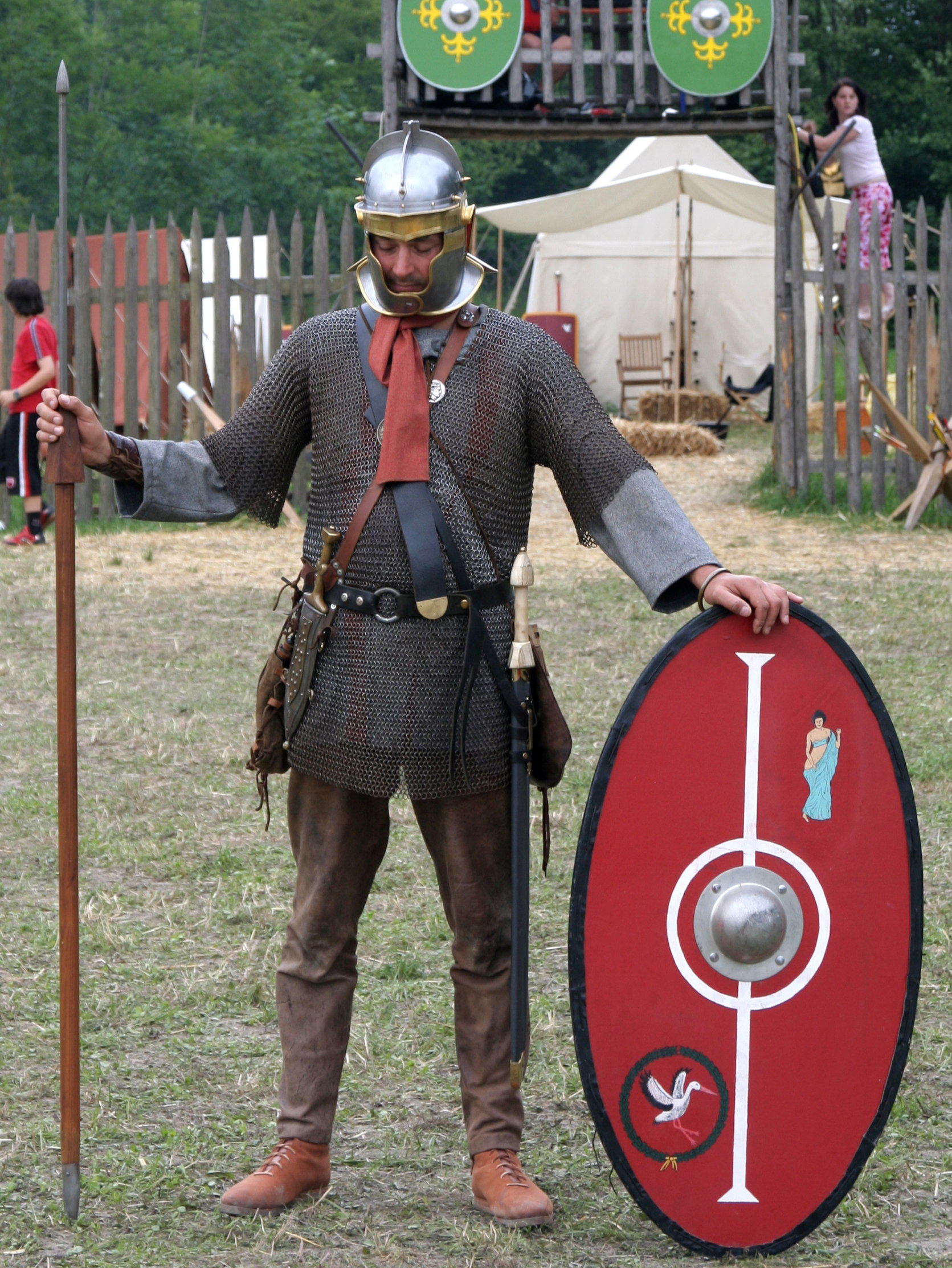
Римский солдат 175 года н. э. из северных провинций